# 8 Łubieński Pułk Huzarów
8 Łubieński pułk huzarów (ros. 8-й Лубенский гусарский полк) – oddział kawalerii okresu Imperium Rosyjskiego, sformowany w dniu 14 marca 1807.
Święto pułkowe: 30 sierpnia. Dyslokacja w 1914: Kiszyniów (Кишинев).

## Przyporządkowanie 1 stycznia 1914
- 8 Korpus Armijny (8 АК, 8 армейский корпус)
  - 9 Dywizja Kawalerii (9 кавалерийская дивизия)
    - 8 Łubieński pułk huzarów